# Serrat dels Trulls
El Serrat dels Trulls és una serra situada entre els municipis de Bagà i de Gisclareny a la comarca del Berguedà, amb una elevació màxima de 1.667 metres, al cim de Roca Tallada.